# Apărătorii regatului
Apărătorii regatului este un canadian CGI animate seriale de televiziune pentru copii create de Matthew Fernandes (creatorul filmului Top Wing). Seria este despre aventurile unei echipe de animale supereroi. Convocați din cinci regate diferite, eroii pilotează cinci vehicule de salvare care se combină pentru a forma un robot gigant - Alpha Mech.

## Personaje

### Principal

#### Luka
Exprimat de Bobby Knauff. Un lup neînfricat din Regatul Pădurii, Luka este liderul echipei. Pilotează Kingdom Rider 1, un giroscop roșu care formează capul și trunchiul Alpha-Mech.

#### Jabari
Exprimat de Tyler Nathan. Cel mai tânăr membru al echipei, Jabari este un ghepard din Regatul Câmpiilor. Conduce Kingdom Rider 2, un vehicul galben de viteză care formează piciorul stâng al Alpha-Mech.

#### TJ
Exprimat de Mark Edwards. Un bursuc din locuințele subterane ale Canyon Kingdom, TJ este analistul echipei. El conduce Kingdom Rider 3, o mașină de săpat verde care formează piciorul drept al Alpha-Mech.

#### Dalilah
Exprimat de Julie Sype. Singura femeie și creierul echipei, Dalilah este o gorilă din Regatul Junglei. Ea conduce Kingdom Rider 4, un crawler portocaliu care formează brațul drept al Alpha-Mech.

#### Norvyn
Exprimat de Dwayne Hill. Norvyn este un urs polar din Regatul Gheață și servește drept mușchi al echipei. Conduce Kingdom Rider 5, un plug de zăpadă albastru și un submarin care formează brațul stâng al Alpha-Mech.

#### Sprocket
Exprimat de Jane Spence. Sprocket este un koala care proiectează tehnologia utilizată de echipă. Se află într-un scaun cu rotile de înaltă tehnologie, care are capacități de zbor.